# Mike Fonseca
Mike Villa Fonseca (født 1. maj 1995 i Køge) er en dansk politiker. Han blev valgt til Folketinget 1. november 2022 for Moderaterne. Den 17. november 2023 forlod han partiet og blev løsgænger i Folketinget. Det skyldtes et forhold til en 15-årig pige, hvilket er imod Moderaternes adfærdskodeks, som ikke tillader forhold mellem voksne politikere og mindreårige.

## Familie, uddannelse og erhverv
Mike Fonseca blev født i Køge i 1995. Hans forældre er Leonardo Villa Fonseca og Gitte Villa Fonseca. Han gik i folkeskole inkl. 10. klasse på Ellemarksskolen i Køge fra 2002 til 2012 og derefter i teknisk gymnasium på HTX Køge fra 2012 til 2015. I gymnasietiden arbejdede han som servicemedarbejder og portør på Sjællands Universitetshospital, Køge. I 2016 var han assistent i et supermarked og en restaurant, før han uddannede sig til sygeplejerske på Professionshøjskolen Absalon i Nykøbing Falster fra 2016 til 2020. Fra 2018 var han ansat i gardinfirmaet Garlux. Han var sygeplejerske på Sjællands Universitetshospital, Køge fra 2020 til 2022, og i 2022 blev han brandmand hos Køge Brand & Redning.

## Politisk virke
Mike Fonseca var opstillet til Folketingsvalget 2022 for Moderaterne i alle opstillingskredse i Sjællands Storkreds og blev valgt i storkredsen.
Han var Moderaternes ældre-, beredskabs-, epidemi- og indenrigsordfører fra 2022 til 2023 og tillige kulturordfører i en periode i 2023.
Han forlod Moderaterne 17. november 2023 og blev løsgænger i Folketinget, fordi partiet ikke accepterede hans forhold til en pige under 18 år. Han havde i de følgende måneder sygeorlov fra tinget, men vendte 8. februar 2024 tilbage for at indtage sin plads som løsgænger.